# Upendo (Chunya)
Upendo ist ein Verwaltungsbezirk (Ward) des Distrikts Chunya in der tansanischen Region Mbeya.

## Geografie
Upendo liegt im Westen von Tansania etwa 40 Kilometer nordöstlich vom Rukwasee. Der Bezirk hat eine Fläche von 377,5 Quadratkilometern und bei der Volkszählung 2022 lebten hier 12.042 Menschen in 2083 Haushalten.

## Gliederung
Der Bezirk besteht aus drei Gemeinden (Mtaa) mit zwölf Orten (Kitongoji):
| Upendo - Kitete - Maendeleo - Mihama - Mbugani | Lola - Lola - Ilula - Majengo - Mapiti | Nkwangu - Malangali - Kisungu - Kasisi - Bagidadi |

## Wirtschaft und Infrastruktur
- Gesundheit: Die Apotheke in Upendo bietet vor allem Malaria- und HIV-Diagnose und -Behandlung sowie Mutter-Kind-Pflege an.[7]
- Verkehr: Durch den Bezirk verläuft die Nationalstraße T8, die bis zur Distrikthauptstadt Chunya im Süden asphaltiert ist und dann als Naturstraße nach Singida im Norden führt.[8]